# مقاطعة تالش
مقاطعة تالش (بالفارسية: شهرستان تالش) هي إحدى مقاطعات محافظة غيلان في إيران. عاصمة المقاطعة هي هشتبر. حسب تعداد 2006، بلغ عدد السكان 200,000 نسمة في 50,000 عائلة.